# Zetor 25
A Zetor 25 csehszlovák mezőgazdasági vontató, melyet a Zbrojovka Brno vállalat gyártott 1946-tól. Ez volt az első Zetor márkanévvel készített modell. A sorozatszám a motorteljesítményre utal. 1949-ig folyt az alapváltozat sorozatgyártása, a 25A és 125K továbbfejlesztett modelleket 1961-ig gyártották.

## Története
1945-ben tervezték František Musil és Jaroslav Miksch vezetésével. Az első prototípus 1945. november 14-én készült el. Az első hat traktor 1946. március 15-én készült el, ekkor mutatták be a nyilvánosságnak. A sorozatgyártás augusztus 17-én indult el. A traktor gyorsan elterjedt Csehszlovákiában. 1974-ig kb. 3400 darabot gyártottak, ami akkor a Csehszlovákiában üzemelő traktorok kb. 60%-a volt. 1947-től exportálták is, főként Dániába, Hollandiába, Németországba és a skandináv országokba. 1952-ben a Zetor 25 gyártását áttelepítették a Zbrojovka líšeňi (Brno része) gyárába.

## Változatok
- Zetor 25 – Alapváltozat, melyet 1946–1949 között gyártottak.
- Zetor 25A
- Zetor 25K – könnyebb szántóföldi munkák (vetés, boronálás, hengerezés, permetezés, porozás, valamint sorművelés (kapálás)) végzésére készült munkagép. Széles határok között állítható nyomtávolsága bármilyen sortávolságra ültetett vagy vetett növények sortávolságának megfelelően beállítható volt, ezáltal a sorok közötti haladás biztosítható. Keskeny gumiabroncsai (230 mm) lehetővé tették, hogy hogy még a 445 mm sortávolságra vetett cukorrépa közébe is be lehetett ezzel a traktorral menni anélkül, hogy a gumiabroncs a növényzetet letaposta vagy megsértette volna. 1949–1961 között gyártották.
- Zetor 25T